# Eduard Schweizer (Theologe)
Eduard Schweizer (* 18. April 1913 in Basel; † 27. Juni 2006 in Zürich) war ein Schweizer evangelischer Theologe. Er war Professor für Neues Testament an der Universität Zürich.

## Leben
Eduard Schweizer studierte bei Rudolf Bultmann in Marburg, Emil Brunner und Gottlob Schrenk in Zürich sowie Karl Barth in Basel Evangelische Theologie. Seine Studien beschloss er 1938 in Basel mit einer Promotion zum Dr. theol. Anschließend war Schweizer nahezu ein Jahrzehnt Pfarrer in Nesslau im Kanton St. Gallen. Ab 1941 lehrte Schweizer auch als Privatdozent für Neues Testament an der Universität Zürich. 1946 erhielt er schließlich einen Ruf als Professor für Neues Testament in Mainz, wechselte aber zum Sommersemester 1949 an die Rheinische Friedrich-Wilhelms-Universität Bonn. Ab Wintersemester 1949/50 war er bis zu seiner Emeritierung 1979 Ordinarius für Neues Testament an der Universität Zürich, der er von 1964 bis 1966 auch als Rektor vorstand.
Schweizer wurde 1982 mit dem Sexauer Gemeindepreis für Theologie geehrt.
Zu seinen Schülern gehören Hans-Peter Hasenfratz, Ulrich Luz und Hans Weder.

## Werke (Auswahl)
Kommentare
- Das Evangelium nach Matthäus. Übersetzt und erklärt. 4. Auflage. Vandenhoeck und Ruprecht, Göttingen 1986, ISBN 3-525-51306-2.
- Das Evangelium nach Markus. Übersetzt und erklärt. 16. Auflage. Vandenhoeck und Ruprecht, Göttingen 1983, ISBN 3-525-51304-6.
- Das Evangelium nach Lukas. Übersetzt und erklärt. 20. Auflage. Vandenhoeck und Ruprecht, Göttingen 1993, ISBN 3-525-51362-3.
- Der Brief an die Kolosser. 4. Auflage. Neukirchener Verlag, Neukirchen-Vluyn 1997, ISBN 3-7887-0499-3, (Evangelisch-katholischer Kommentar Bd. 12)
- Der erste Petrusbrief. 4. Auflage. Theologischer Verlag, Zürich 1998, ISBN 3-290-17189-2, (Zürcher Bibelkommentare Bd. 15)

Weitere Abhandlungen
- Diodor von Tarsus als Exeget. In ZNW Bd. 40. Töpelmann, Berlin 1943, S. 33–75
- Gemeinde nach dem Neuen Testament. Evangelischer Verlag, Zollikon-Zürich 1949. (Theologische Studien, Heft 26)
- Geist und Gemeinde im Neuen Testament und heute. Kaiser, München 1952. (Theologische Existenz heute N.F. 32)
- Erniedrigung und Erhöhung bei Jesus und seinen Nachfolgern. Zwingli-Verlag, Zürich 1955. (Abhandlungen zur Theologie des Alten und Neuen Testaments Bd. 28)
- Der Gottesdienst im Neuen Testament. Zwingli-Verlag, Zürich 1958 (Kirchliche Zeitfragen 44)
- Gemeinde und Gemeindeordnung im Neuen Testament. 2. Auflage. Zwingli-Verlag, Zürich 1962 (Abhandlungen zur Theologie des Alten und Neuen Testaments Bd. 35)
- Neotestamentica. Deutsche und englische Aufsätze 1951–1963. German and English Essays 1951–1963. Zwingli-Verlag, Zürich/Stuttgart 1963
- Ego eimi. Die religionsgeschichtliche Herkunft und theologische Bedeutung der johanneischen Bildreden, zugleich ein Beitrag zur Quellenfrage des vierten Evangeliums. 2. Auflage. Vandenhoeck und Ruprecht, Göttingen 1965 (Forschungen zur Religion und Literatur des Alten und Neuen Testaments 56 = N.F. 38)
- Neues Testament und heutige Verkündigung. Neukirchener Verlag, Neukirchen-Vluyn 1969 (Biblische Studien 56)
- Beiträge zur Theologie des Neuen Testaments. Neutestamentliche Aufsätze (1955–1970). Zwingli-Verlag, Zürich 1970
- Matthäus und seine Gemeinde. Katholisches Bibelwerk, Stuttgart 1974, ISBN 3-460-03711-3, (Stuttgarter Bibelstudien 71)
- Heiliger Geist. Kreuz-Verlag, Stuttgart/Berlin 1978, ISBN 3-7831-0538-2 (Themen der Theologie. Ergänzungsband 4.)
- Gott will zu Worte kommen. Predigten. Kaiser, München 1978, ISBN 3-459-01169-6.
- Jesus Christus im vielfältigen Zeugnis des Neuen Testaments. 5. Auflage. Gütersloher Verlagshaus Mohn, Gütersloh 1979, ISBN 3-579-03829-X, (Gütersloher Taschenbücher Siebenstern 126)
- Neues Testament und Christologie im Werden. Aufsätze. Vandenhoeck und Ruprecht, Göttingen 1982, ISBN 3-525-58121-1.
- Die Bergpredigt. 2. Auflage. Vandenhoeck und Ruprecht, Göttingen 1984, ISBN 3-525-33470-2, (Kleine Vandenhoeck-Reihe 1481)
- Theologische Einleitung in das Neue Testament. Vandenhoeck und Ruprecht, Göttingen 1989, ISBN 3-525-51370-4, (Grundrisse zum Neuen Testament 2)
- Jesus, das Gleichnis Gottes. Was wissen wir wirklich vom Leben Jesu? 2. Auflage. Vandenhoeck und Ruprecht, Göttingen 1996, ISBN 3-525-33596-2, (Kleine Vandenhoeck-Reihe 1572)